# 基蘭·里德
基蘭·里德（英語：Kieran Read；1985年10月26日—）是一位新西蘭橄欖球運動員。他是新西蘭國家橄欖球隊的一員，代表新西蘭參加了2015年世界盃橄欖球賽。